# パラメトロン

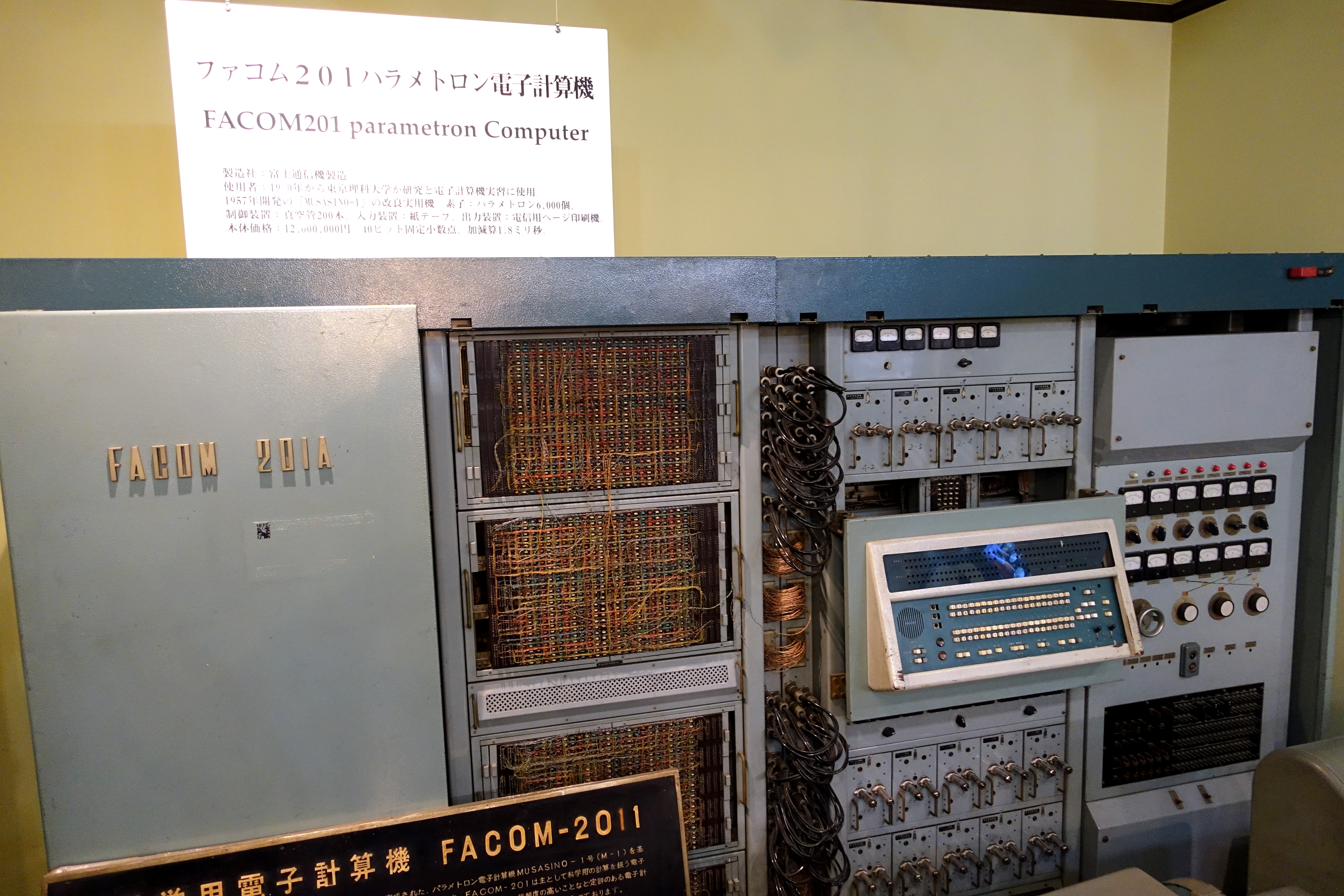
FACOM201パラメトロン電子計算機（1960年、東京理科大学近代科学資料館所蔵）

パラメトロン（英: parametron）はフェライトコアの非線形特性によるパラメータ励振現象の分周作用を利用した論理素子である。1954年に当時東京大学大学院理学部高橋秀俊研究室の大学院生であった後藤英一が発明した。真空管やトランジスタの使用量を大幅に削減してコンピュータを構成できるとして、当時としては多数のパラメトロン式コンピュータが日本で建造された。比較対象としてリレーよりは速く機械的な接点も無いなどの利点はあったものの、その後すぐに主流となった接合型トランジスタの性能向上が圧倒的で動作周波数でパラメトロンを上回ったこと、トランジスタにはラジオをはじめとする広範囲の応用があったのに対して、パラメトロンは論理素子専用という点でも不利であったことなどにより、1960年代にはほぼトランジスタによって置き換えられ利用されなくなった。
その後、後藤が発明したのと同じ原理のパラメトロンが様々な物理系で実現されるようになり、2010年代以降、パラメトロンを用いた量子コンピュータの開発と言う観点からも再び注目されるようになった。日本でも、2014年にNECや理研などの共同研究グループによって、パラメトロンを超伝導回路で実装した超伝導パラメトロン素子が開発され、これを用いた超伝導パラメトロン方式の量子アニーリングマシン（NEC方式の量子コンピュータ）の開発が進められている。

## 概要
コンピュータの黎明期であった1950年代、日本ではフリップフロップひとつを作るのに真空管では1個約千円、トランジスタでは数千円もかかった上、当時の点接触型トランジスタでは信頼性も低く、安定していなかった。日本ではコンピュータにかけられる予算は、例えば後藤の言では、アメリカのマサチューセッツ工科大学と比較すると千分の一と困窮していたため、高橋研では計算機械にはある程度の興味はあったものの、電話交換機に使う回転スイッチを利用したコンピュータや、デカトロン管を利用した十進法によるコンピュータなど、他の装置をいろいろ検討、手作業でシミュレートした。この時に物理学や応用数学に詳しかった事が役に立ったという。そして一個5円しかしないフェライトコアの性質を利用できないかとあれこれやっているうち、パラメータ励振現象を利用する方法を思いつく。パラメータ励振を利用している事から、パラメトロンと命名した。後藤によると、コンピュータは既に発明されていた時代だったので、パラメトロン自体はさほど大騒ぎされなかったという。

### 構造と原理

パラメトロンの原理

ドーナツ状のフェライトコア二個にコイルを数回、それぞれ同数巻き、直列につなげ、キャパシタ一個をつないで共振回路とする。励振のための電線を、コアの穴を貫通させるように通し、これに交流を流すと（正確にはコアの磁性の、ある特性の部分を利用するために、直流と交流を重畳する)、フェライトコアの磁性のために、前述の共振回路がパラメータ励振により発振する。これは元の振動を 1/2 に分周した振動となり、その位相がどちらの位相であるか、を 0 と 1 などに対応させて情報の記憶ができる。
以上のように、2種類のはっきり分かれた状態に落ち着く性質があることに加え、その励振の起こり始めの、初期状態の違いがタネになってどちらの位相になるかが確定するという、一種の増幅作用もある。その「タネ」として3個所からの出力を持ってきて重ね合わせることにすれば「多数決論理」と呼ばれる論理演算ができる。その3個の入力のうちの1個を偽か真に固定すれば、残りの2個の論理積か論理和を演算でき、組み合わせればどんな論理演算もできる。
基本的には理論と実験の積み重ねで発展したのであるが、最初に実験に使用したフェライトが、加藤与五郎と武井武の開発した銅・亜鉛系であったことが、パラメトロン用に適していた、という偶然についてだけは運が良かった点だったとしている。マンガン・亜鉛系やニッケル・亜鉛系は他の特性では優れているが、どういうわけかパラメトロン用には銅・亜鉛系が最良であった。
計算機械用に大量に使用するには消費電力の関係で小さいコアが良く、TDKに直径4mmのものを製造依頼した。後には（PC-2では）さらにパラメトロン専用に形状を設計した「眼鏡型コア」を使っている。

### 長所
- 真空管に比べ価格が非常に安い。
- リレーと比べて高速動作が可能。
- 真空管や初期のトランジスタと比べ安定している。
- フェライトコアは焼き物であるため物理的な強度がある。
- 放射線によるエラーが起きにくい。

### 短所
- トランジスタに比べ消費電力が大きい。
- 同時代のトランジスタ計算機が動作周波数1メガヘルツを達成していたのに対し、パラメトロンは10-30キロヘルツ[注 9]程度と動作速度が遅い。後藤が後にジョン・マッカーシーと親しくなった際に「パラメトロンは面白い発想だが、なぜそんな遅い素子を作った?」と聞かれたという。
- 発熱量（磁性体のヒシテリシス特性による損失による）が大きいため、動作周波数を上げるとフェライトコアが過熱して温度変化により磁性特性が変化（焼け）して動作に支障が起こる。
- 小型化するとまともに機能しなくなるため、微細加工技術を用いた集積化が困難。

## パラメトロンを使った計算機
商用コンピュータも複数登場しているが、採用期間は3年弱と短い。

### 日本電子測器
- PD 1516：（1956年）開発部門は後に富士通に移った。

### 東京大学（高橋研究室）
- PC-1/4：（1957年）PC-1の予備実験機で、手帳ほどの大きさ。9ビットで2進4桁の計算が可能。入力機器はトグルスイッチが7個のみである。
- PC-1：（1958年）
  - 幅2m高さ1.5mの筐体を持つ36ビット機。（日本電子測器、富士通の[6]）リレー配線を担当していた女子社員が、パラメトロン4300個を製作した。励振周波数2メガヘルツ、動作周波数15キロヘルツ。記憶装置は256バイト。命令形態はシンプルな加減乗除のみだが、後藤の独案により足し算・掛け算・割り算を高速に行う「高速桁上げ回路」、複数命令を同時に行う「先回り制御」を搭載。入出力は6穴鑽孔テープ。最初のプログラムは、何もデータが書いていない部分（十六進数で"00"）の部分だけとばす「イレーズ ブランク」（直訳すると空白消去）。外部から多くの人が使用しに来たという。解体され現存しない。
- PC-2：（1960年）
  - 文部省の資金援助を受け、富士通と共同開発。PC-1を科学計算用にパワーアップしたもので、パラメトロンは13000個使用。励振周波数6メガヘルツ、動作周波数60キロヘルツ。語長は48ビット。浮動小数点演算、データサーチ、四進数掛け算などの機能を搭載。パラメトロン機としては最速で、トランジスタ機ETL Mark IV A[注 10]より速かった[7]。自然対数eの1000桁計算に9秒。FACOM 202として製品化。

### 日本電信電話公社（電気通信研究所）
- MUSASINO-1：（1957年）
- MUSASINO-1B：（1960年）国際電信電話・富士通と共同開発。FACOM 201 として製品化。
- CAMA：(1963年）通話料金計算専用であり、プログラマブルではない。

### 日立製作所
- HIPAC MK-1：（1957年12月）同社初のコンピュータ。
- HIPAC 101：（1960年）製品化。
- HIPAC 103：（1961年8月）製品化。科学技術計算用。

### 日本電気
- NEAC-1101：（1958年）同社初のコンピュータ。
- NEAC-1102：（1958年）東北大学と共同開発し東北大学電気通信研究所に納入。別名 SENAC。
- NEAC-1103：（1960年）防衛庁技術研究所に納入
- NEAC-1201：（1961年）事務用（オフコン）として製品化。後継機としてNEAC-1202、NEAC-1210がある。

### 沖電気
- OPC-1：（1959年）

### 富士通
- FACOM 200：（1958年）
- FACOM 212：（1959年）事務用（オフコン）として製品化。
- FACOM 201：（1960年）MUSASINO-1B の製品化
- FACOM 202：（1960年）PC-2 の製品化。科学技術計算用。完成当時、日本最高速。

### 三菱電機
- MELCOM 3409：（1960年）

### 光電製作所
- KODIC-401：（1960年）試作実験機。
- KODIC-402：（1961年）汎用。動作周波数2メガヘルツ、10進16桁固定小数点ストアードプログラム方式、磁気ドラム記憶装置 4000words、KODIC-401の製品化。社内用、日本大学工学部、大阪電気通信大学工学部経営工学科（OTSUDAC-1 1963年3月納入、現在展示保存中）、計3システム納入。

## パラメトロンに類似した論理素子

### C可変型
後藤とほぼ同時期（特許出願が1954年4月）に、フォン・ノイマンがリアクタンス（L）ではなく静電容量（C）のほうを変化させるパラメータ発振を利用するアイディアを思いついている。

### 薄膜磁性体パラメトロン
同じ原理で、薄膜磁性体を利用したパラメトロンも研究されたが、大規模に製品化はされなかった。

### 磁束量子パラメトロン
英語版「quantum flux parametron」も参照。
磁束量子パラメトロンといったものも研究されている。1986年に後藤らにより、ジョセフソン効果を利用するもので最大16GHzもの高速動作が可能なスイッチング素子として提案されたものである。この素子の原理が似ていることについて後藤は「(略)。原理がパラメトロンと似てるっていうのはさ、まあ、同じ人間が考えると同じようなものができるってことだろうね」とインタビューに対して答えている。高速性の他、他の超電導デバイス（ジョセフソン素子等）と比較して省電力性が特徴だが大規模な集積はできていない。量子を利用しているが、いわゆる量子計算ではない。
量子焼きなまし法を実現したコンピュータの建造に成功した（と主張している）D-Wave Systems社が公開している資料中に、磁束量子パラメトロンへの言及がある。量子ビットの最終状態を読み出せるようにするためにブーストするある種のプリアンプだとしている。また、断熱磁束量子パラメトロン（AQFP）を使った、ランダウアーの原理にもとづく限界に迫る可逆計算素子が提案されている。

### その他
- 1992年には高温超伝導素子を利用した類似の原理の記憶素子が開発された[14]。
- NEMSの研究で、「ナノ機械パラメトロン素子」の研究がある[15]。
- 前述の磁束量子パラメトロンと同様に超電導を使うが別物の、パラメトロンの原理で動作する超電導の素子を、2014年7月25日に理研が発表している[16]。
- なお、光の電磁場振動についても同様の非線形性に由来する現象が起こり、光パラメトリック発振として知られている。